# Фёдоровка (Краснолучский городской совет)
Фёдоровка (укр. Федорівка) — посёлок, относится к Краснолучскому городскому совету Луганской области Украины. Под контролем самопровозглашённой Луганской Народной Республики.

## География
Соседние населённые пункты: сёла Артёма на юго-западе, Уткино, Воскресеновка, посёлки Вергулёвское на западе, Селезнёвка на северо-западе, Широкий и сёла Баштевич на севере, Никитовка, Елизаветовка на северо-востоке, посёлки Буткевич, Штеровка на востоке, город Петровское на юго-востоке, посёлок Тамара на юге.

## История
В 1946 году Указом ПВС УССР колония Федоровка переименована в посёлок Федоровка.

## Население
В январе 1989 года численность населения составляла 453 человека.
На 1 января 2013 года численность населения составляла 412 человек.

## Местный совет
94540, Луганская область, Краснолучский горсовет, г. Петровское, пл. Свободы, 1